# Ил-62
Ил-62 (по кодификации НАТО: Classic — «классический») — первый советский турбореактивный дальнемагистральный пассажирский самолёт 1-го класса межконтинентальной дальности, разработан в ОКБ имени Ильюшина в 1960 году с учётом мировых требований к воздушным судам такого класса для замены самолётов Ту-114 и Ил-18. Единственный крупносерийный самолёт в своём классе. По уровню технического совершенства соответствует турбореактивным пассажирским самолётам «второго поколения».
Самолёт полностью соответствовал мировому технико-экономическому уровню. За создание этого самолёта группе инженеров-конструкторов ОКБ была присуждена Ленинская премия.
Первый полёт совершил 2 января 1963 года.
25 февраля 1965 года в аэропорту Раменское (Жуковский, Московская область) произошла авиационная катастрофа — на взлёте разбился первый лётный прототип Ил-62, при этом погибли 10 человек.
Ил-62 производился серийно в 1966—1995 годах. Всего было выпущено 289 самолётов (с прототипами). Треть всех выпущенных машин поставлялась на экспорт в социалистические страны, в первую очередь, на Кубу.
На самолёте Ил-62 было установлено несколько мировых рекордов скорости и дальности полёта. В течение нескольких десятилетий Ил-62 служил в качестве правительственного («борт № 1») — в СССР, Российской Федерации, Северной Корее.
На сегодняшний день в России в коммерческой авиации не осталось самолётов этого типа, они летают только в ВВС РФ. Кроме того, 4 машины используется КНДР и одна летает под флагом белорусской авиакомпании Rada Airlines, занимающейся грузовыми перевозками.
В аэропорту «Шереметьево» на площади перед зданием ЦПУ рядом с Терминалом «В» установлен памятник Ил-62.

## История создания
Первым межконтинентальным пассажирским самолётом в СССР стал турбовинтовой Ту-114. Однако на рубеже конца 1950-х — начала 1960-х годов в мире стала стремительно развиваться реактивная пассажирская авиация. В стремлении следовать новейшим техническим достижениям в СССР начал прорабатываться вопрос о создании межконтинентального пассажирского лайнера с турбореактивными двигателями. Загруженный сразу несколькими проектами самолётов, именитый советский авиаконструктор, специализировавшийся на тяжёлых самолётах Андрей Николаевич Туполев отказался, и тогда за воплощение взялся другой советский авиационный конструктор — академик Сергей Владимирович Ильюшин, руководитель крупного в СССР авиационного конструкторского бюро ОКБ-240.
По приказу Генерального конструктора — ответственного руководителя ОКБ-240 от 12.09.1959 года, в связи с работами по новому пассажирскому самолёту, для повышения эффективности производства была полностью изменена структура предприятия, не менявшаяся с довоенного времени. Были созданы шесть внутренних конструкторских бюро, КБ-1 — КБ-6. Кроме того, в состав ОКБ вошли подразделения, подчинявшиеся непосредственно Ген. конструктору — бюро: расчетное (РБ), испытаний новой техники, летных испытаний, эскизных проектов (БЭП); отделы: проектирования самолетов (ОПС- бывший ОНТ), проектирования пассажирских самолетов (ОПС-2), комплектации готовыми изделиями, аэродинамики (ОА), весового контроля (ОВК), технологический, технический. В дальнейшем КБ преобразованы в отделения, а структура, в основном, сохранилась и в 2000-е г.
Разработка велась в соответствии с научно обоснованными требованиями «Аэрофлота» к дальнемагистральному самолёту, способному совершить беспосадочный перелёт из Москвы в Хабаровск или Гавану. Эти требования поставили задачу обеспечения наибольшей безопасности полётов, максимального комфорта для пассажиров и высокой экономической эффективности. В самолёте должна была находиться специальная техника, которая обеспечивала бы безопасное решение при отказе двигателя, а также в зонах повышенной турбулентности. По безопасности, надёжности, экономичности и дальности полёта он должен был не уступать самолётам Boeing 707 и DC-8. При создании самолёта СССР ещё не состоял в Международной организации гражданской авиации (ИКАО). Однако было принято решение выполнить на самолёте основные требования ИКАО по обеспечению безопасности полётов.
Первый опытный прототип лайнера Ил-62 заводской № 30001 с двигателями АЛ-7 тягой по 7500 кгс впервые поднялся в небо 2 января 1963 года, под командованием шеф-пилота ОКБ-240 В. К. Коккинаки.
1 февраля 1964 года вышло Постановление Совета Министров СССР № 114-38 об ускорении работ по созданию нового пассажирского самолёта большой дальности.
25 февраля 1965 года первый опытный экземпляр Ил-62 потерпел катастрофу при взлёте с аэродрома Раменское. Из 17 испытателей на борту погибло 10 человек, в том числе шеф-пилот ОКБ-240 А. С. Липко.
На втором прототипе Ил-62 СССР-06153 в 1964 году установили новые двигатели НК-8, а позже — модифицированные НК-8-4. Испытания этого самолёта продолжались 4 года.
В соответствии с ПСМ № 114-38 от 1.02.1964 года на Казанском авиационном заводе им. С. П. Горбунова была начата подготовка к серийному производству Ил-62, в январе 1966 года был построен 1-й серийный экземпляр, а до конца года было выпущено еще 5 машин. На заводе было образовано представительство ОКБ Ильюшина..
В марте 1966 года ОКБ-240 получило новое наименование: Московский Машиностроительный завод «Стрела» («п/я Р-6327»). По приказу от 22.04.1968 г. в ОКБ впервые в МАП была создана бригада технической эстетики.
Ил-62 стал последним самолётом, построенным под руководством С. В. Ильюшина. По приказу № 378к от 28.07.1970 года генеральным конструктором ОКБ вместо ушедшего на пенсию С. В. Ильюшина был назначен Г. В. Новожилов.
Всего в Казани в период 1966-77 гг было построено 97 самолётов Ил-62

### Модификации
С 1969 года в ОКБ приступили к разработке модифицированного варианта Ил-62. Новый вариант под внутренним обозначением Ил-62М-200 отличался от исходного Ил-62 усиленной конструкцией планера, двухщелевыми закрылками вместо однощелевых, увеличенным диапазоном углов перестановки стабилизатора и автоматизацией его управления, улучшенной конфигурацией носков руля высоты, включением интерцепторов в проводку управления по крену, новыми центральными узлами штурвального управления, усовершенствованной системой управления, более мощными и экономичными ТРДД Д-30КУ, улучшенной аэродинамикой гондол двигателей, размещением в киле дополнительного топливного бака ёмкостью 5000 литров, новым турбоагрегатом ТА-6А, существенно усовершенствованным навигационным оборудованием. В результате взлётная масса самолёта Ил-62М-200 возросла со 160,5 тонны у Ил-62 до 164,7 тонны — на 4200 кг.
Производство этого самолёта осуществлялось также в Казани. Всего было построено с 1970 по 1996 год 193 самолёта. В дальнейшем осуществлялась сборка единичных самолётов по спецзаказу.
В январе 1973 года самолёт поступил в эксплуатацию. В эксплуатации самолёт назывался — Ил-62М. Самолёты Ил-62М использовались на наиболее протяжённых маршрутах в СССР. В 1975 году на нём был выполнен перелёт из Москвы в Сиэтл (США) через Северный Полюс.
В июле 1978 года был передан в эксплуатацию первый доработанный Ил-62М (б/н СССР-86484) с усиленным крылом и увеличенной до 167 тонн взлётной массой. Усиление крыла также увеличило ресурс самолёта.
С июня 1974 года до августа 1978 года ОКБ разрабатывало проект самолёта Ил-62МК, отличавшегося увеличенной до 196 пассажиров вместимостью и рассчитанного на взлёт с полосы длиной 2300—2600 м. Для этого была изменена конструкция шасси: увеличена колея, снижено давление в шинах, усилены тормоза, на крыле предусмотрен воздушный тормоз. Поскольку самолёт предполагалось эксплуатировать на линиях средней протяжённости, фюзеляж был усилен, чтобы выдерживать большее число взлётов и посадок. Однако этот проект не был реализован.

## Характеристики самолёта
| Варианты:                          | Ил-62                   | Ил-62М                  |                         |
| ---------------------------------- | ----------------------- | ----------------------- | ----------------------- |
| Размах крыла, м                    | 43,2                    | 43,2                    | 43,2                    |
| Площадь крыла, м²                  | 279,55                  | 279,55                  | 279,55                  |
| Длина самолёта наибольшая, м       | 53,12                   | 53,12                   | 53,12                   |
| Длина фюзеляжа, м                  | 49,00                   | 49,00                   | 49,00                   |
| Высота стояночная, м               | 12,35                   | 12,35                   | 12,35                   |
| Угол стреловидности крыла, град.   | 32,5° (линия 25 % хорд) | 32,5° (линия 25 % хорд) | 32,5° (линия 25 % хорд) |
| Максимальная дальность полёта, км  | 10 000                  | 11 050                  |                         |
| Максимальный взлётный вес, т       | 161,6                   | 165/167                 |                         |
| База шасси, м                      | 24,48                   | 24,48                   | 24,48                   |
| Колея шасси, м                     | 6,8                     | 6,8                     | 6,8                     |
| Крейсерская скорость               | 790—850 км/ч            | 790—850 км/ч            | 790—850 км/ч            |
| Максимальная скорость              | 900 км/ч                | 900 км/ч                | 900 км/ч                |
| Практический потолок               | 12 000 м                | 12 200 м                |                         |
| Максимальная коммерческая загрузка |                         | 23 000 кг               |                         |
| Пассажировместимость               | 168                     | 186                     |                         |

## Конструкция Ил-62

### Планер
Самолёт был разработан в нескольких компоновочных вариантах. Компоновка различалась числом пассажирских салонов, числом кресел и шагом их установки, а также степенью их комфортности, что позволяло использовать Ил-62 с максимальной рентабельностью.
Самолёт представляет собой свободнонесущий низкоплан со стреловидным крылом и Т-образным оперением, с четырьмя двигателями в хвостовой части фюзеляжа. Фюзеляж представляет собой конструкцию овального в плане сечения с силовым набором из шпангоутов, стрингеров и работающей обшивки. Всего в силовом наборе фюзеляжа 101 шпангоут и 76 стрингеров.
Спереди находится радиопрозрачный обтекатель антенны РЛС «Гроза». Герметичная часть фюзеляжа разделена полом на верхнюю и нижнюю части. В верхней герметичной части фюзеляжа находятся: кабина экипажа (со 2-го по 11-й шпангоут) с пятью рабочими местами членов экипажа, оборудованная необходимой аппаратурой для нормальной работы первого и второго пилотов, бортинженера, радиста и штурмана. Затем два (или три) пассажирских салона, между салонами — кухня-буфет, в задней части фюзеляжа гардероб на 125—130 мест для зимней одежды пассажиров. На всю пассажирскую кабину имеется пять туалетных комнат (два передних туалета, один средний и два задних). Пол пассажирских салонов состоит из фиксированных и легкосъёмных панелей, изготовленных из фанеры с внутренним заполнителем из пенопласта. Под полом находятся три багажно-грузовых помещения, 4-й багажный отсек размещается в негерметичной хвостовой части фюзеляжа и используется для перевозки самолётного имущества. Общий объём всех багажных отделений составляет 48 м3. Внизу негерметичные отсеки стоек шасси и отсек центроплана. Задний шпангоут № 75 является гермоперегородкой пассажирской кабины и имеет в конструкции дверь для прохода в служебный отсек. Служебный отсек находится между шпангоутами № 75—85 и предназначен для размещения различного самолётного оборудования. На конструктивно одинаковые силовые шпангоуты № 78 и № 82 навешиваются гондолы двигателей. Шпангоут № 85 является последним шпангоутом гермокабины.
Фюзеляж внутри покрыт теплозвукоизолирующим покрытием.
В фюзеляже имеются две двери слева для посадки-высадки пассажиров. Передняя правая дверь служит запасной, задняя правая дверь служит для загрузки кухни. Аварийные выходы на крыло — два слева и два справа. Четыре люка на правом борту для доступа в багажные отсеки. Люк справа-снизу — для доступа к подпольному оборудованию кухни-буфета. Все эти двери и люки герметичны и открываются внутрь, герметичность обеспечивается надувными профильными шлангами герметизации (кроме люка багажника № 4).
Для всех членов экипажа установлено кислородное оборудование. Пассажирские салоны укомплектованы креслами с откидными столиками, индивидуальным освещением, вентиляцией, обогревом тёплым воздухом.
Крыло стреловидное (32,5° по линии четверти хорд), трёхлонжеронное, кессонной конструкции. Имеет сложный профиль с передним наплывом (т. н. «клюв» или «зуб») и отрицательную крутку, что позволяет иметь большой запас устойчивости при закритических углах атаки. При угле атаки, превышающем нормальный (9 градусов), на «зубе» возникает вихревой жгут, который оказывает положительное влияние на условия работы стабилизатора, уменьшая углы скоса потока и вероятность «клевка».
Состоит из центроплана и двух отъёмных частей крыла ОЧК. Поперечный силовой набор — клёпаные нервюры балочного типа. Носовая и хвостовая части крыла представляют собой стандартную клёпаную конструкцию. Во внутренних полостях крыла расположены топливные баки-отсеки.
В задней части крыла размещены однощелевые выдвижные закрылки (внешняя и внутренняя секции) с электроприводом от двухканального электроприводного механизма МПЗ-9ПТВ (угол выпуска закрылков на взлёте и посадке одинаков — 30° внутренние и 26°36′ внешние), затем элероны с триммерами и сервокомпенсаторами, а на верхней части крыла — двухсекционные интерцепторы, которые используются в качестве воздушных тормозов в полёте и на посадке.
В конструкции планера использован преимущественно сплав Д16Т. Из сплава Д6 изготовлены крупные штамповки силовых шпангоутов крепления крыла, оперения и шасси. Из сплава магния изготовлен каркас фонаря кабины экипажа. Узлы опор шасси изготовлены из стали.
Оперение — «Т»-образное. Киль с рулём направления и стреловидный переставной стабилизатор (от 0 до −9 град.) из двух консолей, для работы которого применяется двухканальный электроприводной механизм МУС-3ПТВ. На стыке киля и стабилизатора установлен сопрягающий обтекатель (он отклоняется вместе со стабилизатором).
Особенностью компоновки самолёта служит его специфическая развесовка — центр тяжести пустого самолёта находится позади основных опор шасси. Для предотвращения опрокидывания пустого самолёта на хвост при стоянке применяется выпускаемая вертикально вниз четвёртая задняя опора шасси, представляющая собой штангу с двумя небольшими спаренными колёсами. В случае необходимости перелёта пустого самолёта, для соблюдения эксплуатационной центровки служит установленный в передней части фюзеляжа балластный бак на 3700 литров, заполняемый водой, и арматура заправки и слива. Бак не имеет устройств подогрева воды, поэтому в зимнее время система заполняется только при прогретом салоне и сливается сразу по прилёте в место назначения.
Шасси трёхопорное, с дополнительной четвёртой хвостовой опорой. Уборка и выпуск стоек шасси производится от гидросистемы. Передняя опора убирается вперёд по полёту, основные опоры убираются перпендикулярно полёту в крыло, при этом тележки шасси уходят в ниши в фюзеляже. На передней стойке два нетормозных колёса КТ-151 с давлением в пневматиках 8—8,5 кг/см2, управляемые при рулении (полный угол 55 град.). На каждой из основных опор шасси имеется двухосная четырёхколёсная тележка с тормозными колёсами КТ-106/2 с давлением 11—11,5 кг/см2. Тормоза колёс — дисковые, торможение колёс от основной гидросистемы, аварийно — от пневматической системы. На каждой стойке имеются азотно-масляные амортизаторы и демпферы колебаний. База шасси 24,48 метра, колея — 6,8 метра.
Четвёртая хвостовая опора убирается вертикально вверх и в убранном положении находится в задней части фюзеляжа и частично — в киле. Она снабжена парой нетормозных колёс К298, которые при выпущенной опоре находятся в режиме самоориентирования, а при уборке принудительно устанавливаются в полётное положение, строго по строительной оси самолёта, причём они убираются не полностью и выполняют функции предохранительного устройства от касания задней частью фюзеляжа при больших углах тангажа на взлёте/посадке. Стойка имеет газомасляный амортизатор, а в качестве привода механизма перемещения используется двухканальный электромеханизм МПО-1, имеется резервный механический привод.
Система управления полётом механическая, безбустерная, что делает этот самолёт исключением в среде подобных машин. От органов управления к рулям проложены трубчатые тяги, к триммеру РВ и первым качалкам элеронов проложена тросовая проводка. В канале направления установлен электрогидравлический демпфер ДР-2 с собственной электрической насосной станцией НС-43 и автономной рулевой машиной АРМ-62Т-2с. Переставной стабилизатор используется на взлёте и посадке. РН и элероны снабжены пружинными сервокомпенсаторами. На всех рулях имеются триммеры, а на половинах РВ имеется по два триммера, один из которых управляется вручную, а второй подключён к автомату триммирования через автопилот. Для повышения надёжности выполнено дублирование. На руле направления и элеронах установлены пружинные сервокомпенсаторы. На рулях и элеронах установлено по два триммера. Для сокращения пробега помимо закрылков установлены интерцепторы. Стабилизатор управляется с помощью электромеханизма.
Гидросистема состоит из основной и вспомогательной. Давление в основной системе создаётся четырьмя параллельно работающими гидронасосами постоянной производительности НП-25-5, установленными на двигателях. Давление во вспомогательной системе создаётся электрической насосной станцией НС-41. От основной системы работает уборка-выпуск шасси, разворот передних колёс, торможение колёс, управление интерцепторами и стеклоочистителями стёкол лётчиков. Общая ёмкость гидросистемы 182 литра гидравлического масла АМГ-10, рабочее давление — 210 кгс/см2. Вспомогательную гидравлическую систему применяют для выпуска основных опор самолёта и аварийного управления интерцепторами. Система питается от автономной насосной станции с приводом от электродвигателя. Для аварийного торможения колёс при полном отсутствии давления в гидросистеме применяется сжатый азот. Баллоны аварийного торможения заряжаются техническим азотом до давления 180—210 кгс/см2. Ёмкость баллонов — 24 литра.
Комплексная система кондиционирования служит для поддержания нормальной температуры и давления в гермокабине самолёта. Ил-62 отличает нестандартное построение СКВ и высокое качество воздуха в салоне. Горячий воздух отбирается от 9-й ступени компрессора каждого из четырёх двигателей и подаётся в СКВ, которая конструктивно состоит из двух независимых систем, которые могут объединяться краном принудительного кольцевания. СКВ Ил-62 необычна тем, что поддерживает давление в гермокабине на уровне земного до высоты 7200 метров (на большинстве самолётов давление в салоне всегда в полёте ниже земного), а далее давление понижается и на высоте 14 000 метров соответствует высоте 2400 метров.
Помимо наддува г/к, воздух идёт в противообледенительную систему, на обогрев стёкол лётчиков, отсека ВСУ, бортовых штуцеров буфета и туалетов и наддува блоков радиотехнической аппаратуры.
Кислородное оборудование самолёта делится на стационарное и переносное. Стационарное КО предназначено для дыхания в аварийных случаях любого члена экипажа либо всего экипажа. Переносное КО предназначено для бортпроводников в аварийной ситуации (разгерметизации салона) и для отдельных пассажиров в терапевтических целях. Медицинский газообразный кислород хранится в 4-х баллонах по 36 литров. В кабине имеется восемь кислородных приборов КП-24М и восемь кислородных масок. В переносном КО — 25 кислородных баллонов КБ-3, два переносных кислородных прибора КП-19 для членов экипажа, 6 КП-19 для бортпроводников, 17 КП-21 для пассажиров; кислородные маски КМ-16Н-Ил — шесть штук, КМ-15И — 17 штук.
Противообледенительная система подаёт горячий воздух в отсеки носков крыла и оперения по заданной программе, циклично, что уменьшает потребный расход воздуха из системы кондиционирования. Также обогревается воздухом ВВР СКВ и воздухозаборник, как и направляющий аппарат каждого из двигателей. Выполнены электрообогреваемыми четыре лобовых стекла и две форточки у лётчиков. Также электрические нагревательные элементы установлены в трёх приёмниках полного давления ППД-1М — 2с. Для предотвращения загустения смазки в механизме подъёмника стабилизатора применяется несколько необычный вихретоковый подогрев.
Топливная система состоит из баков-кессонов № 1-2-3-4 (главные баки), 5-й левый, правый и центральный баки, и 6 бак — дополнительные. На самолёте применяется централизованная заправка топливом под давлением отдельно для баков левой плоскости и отдельно для баков правой плоскости и фюзеляжного бака № 6. Также возможна пистолетная заправка через 8 верхних заливных горловин. Каждый двигатель питается топливом из расходного отсека своего бака, ВСУ питается из бака № 1. В каждом расходном отсеке установлено по два электрических подкачивающих насоса. В главные баки из дополнительных топливо подаётся перекачивающими насосами. Для быстрого слива топлива в полёте имеется система аварийного слива, которая может использоваться в качестве резервной при отказе основной системы перекачки топлива. Топливо сливается с баков № 1—4 четырьмя насосами аварийного слива, пятые баки сливаются через баки № 1 и № 4, бак № 6 сливается двумя насосами перекачки этого бака. По достижении остатка топлива 10 тонн аварийный слив автоматически прекращается.

Все баки имеют систему дренажа для выравнивания давления в виде системы трубопроводов, соединяющих баки с атмосферой, а также бачков для сбора дренажного топлива и насосов откачки. Для контроля заправки, расхода и центровки применяется электронно-ёмкостной топливомер (аппаратура СПУТ1-18ДТ) и расходомер.
Противопожарная система состоит из группы датчиков в гондолах двигателей, отсеке ВСУ, 4-м багажном отсеке и отсеках шасси (шесть комплектов систем ССП-2А), датчиков пожара внутри двигателей (два комплекта ССП-12), дымоизвещателей в багажных отсеках, и системы подачи огнегасящего состава Фреон-114В2 к месту возгорания в три очереди пожаротушения (первая очередь — автоматическая). На самолёте имеется система нейтрального газа, который подаётся в фюзеляжный топливный бак с целью его защиты от возгорания при пожаре в отсеке основной опоры шасси. При посадке самолёта «на брюхо» противопожарная система включается автоматически. Также в салоне имеются ручные переносные огнетушители.

### Двигатели
(см. описание двигателей в отдельной статье)
Силовая установка — четыре двигателя НК-8 (Ил-62) или Д-30КУ (Ил-62М) установлены попарно в корме. Вспомогательная силовая установка — ТА-6 (Ил-62М — ТА-6А).
(описание СУ соответствует Ил-62 с НК-8)
Двигатели установлены попарно (1-й и 2-й слева, 3-й и 4-й справа) в хвостовой части фюзеляжа, каждый в своей мотогондоле, между соплами установлен вытянутый обтекатель (стекатель газов). Каждая спарка гондол двигателей установлена под продольным углом +3 градуса. Для доступа в эксплуатации к агрегатам двигателей гондолы имеют откидные крышки. Гондолы парных двигателей разделены титановыми противопожарными перегородками, также перегородками они отделены от конструкции фюзеляжа. Каждый двигатель имеет передний, средний, и два передних боковых узла крепления, и один задний узел, который выполнен в виде подвижной продольной опоры.
В последнем отсеке фюзеляжа расположена вспомогательная силовая установка ТА-6, которая обеспечивает электропитание систем самолёта и кондиционирование кабины при неработающих двигателях на земле, а также от неё выполняется запуск сжатым воздухом первого двигателя (любого). ВСУ может использоваться в аварийных случаях в полёте, но её высотность запуска ограничена 2500 метрами. Отсек ВСУ в полёте обогревается от системы кондиционирования.
Управление режимами работы двигателей выполнено посредством тросовой проводки, передающей перемещение РУД, РОД и реверса.
Раскрутка двигателя при запуске осуществляется сжатым воздухом, подаваемым в привод постоянных оборотов ППО-64М, который при запуске двигателя применяется в роли воздушного стартера. Сжатый воздух поступает от ВСУ или от наземной установки воздушного запуска, а после запуска одного из двигателей воздух для запуска остальных отбирается от компрессора запущенного.
Каждый двигатель имеет собственную замкнутую маслосистему. Заправляемое количество масла МК-8п — 30 литров, при общей ёмкости 51 литр на двигатель.
На внешних двигателях установлены механизмы реверсирования тяги, для сокращения дистанции пробега при посадке.

### Оборудование Ил-62
(описание оборудования соответствует серийному Ил-62 и отличается от Ил-62М)
Электроснабжение
На самолёте смонтирована четырёхканальная централизованная система электроснабжения СП3С4П40.
Первичным источником электричества служат четыре генератора трёхфазного переменного тока 200/115 вольт стабильной частоты 400 гц — ГТ-40ПЧ8 с приводами постоянных оборотов ППО-62М на двигателях. Для вторичной сети постоянного тока источниками энергии служат четыре выпрямительных устройства ВУ-6, а резервным источником служат четыре аккумуляторные батареи 12САМ-28. Для наземного питания служит генератор постоянного тока на ВСУ ТА-6 (на ТА-6А — постоянного и переменного тока). Вспомогательный источник напряжения 115 вольт — преобразователь ПО-750А.
Связное оборудование — две КВ радиостанции «Микрон», две УКВ радиостанции «Ландыш-20», бортовая звукозаписывающая аппаратура «Марс-БМ», переговорное устройство «Вещание» с магнитофоном «Арфа».
Пилотажно-навигационное оборудование, в составе: система автоматического управления САУ-1Т-2, точная курсовая система ТКС-П, две центральные гировертикали ЦГВ-10, автомат углов атаки и перегрузок АУАСП-7кр, радиокомпас АРК-15М, радиовысотомер малых высот РВ-5, система воздушных сигналов СВС-ПН-15, доплеровский измеритель ДИСС-013, навигационно-посадочный вычислитель НВ-ПБ-1 сер. 04, навигационно-посадочная аппаратура «Курс-МП-2», радиотехническая аппаратура ближней навигации РСБН-7С, радиолокационная станция «Гроза-62А», самолётные дальномеры СД-67 и СДК-67, самолётный ответчик СОМ-64. САУ включает двухканальный автопилот, автомат тяги, демпфер рысканья, автомат перестановки стабилизатора, вычислитель и систему самоконтроля. Система обеспечивает автоматическое управление полётом на маршруте и заход на посадку до высоты 60 метров по радиомаякам системы СП-50 или ILS, и до высоты 30 метров по радиомаякам, соответствующим 2-й категории ИКАО, а также автоматический уход на второй круг. Исполнительными элементами являются три рулевые машины РМД-25-2А, включённые в проводку управления самолётом.
Приборное оборудование — приборы, установленные на рабочих местах экипажа (может быть по несколько однотипных): указатель высоты УВИД-30-15К, вариометр ВАР-30МК, указатель числа «М» МС-1К, указатель скорости КУС-730/1100, высотомер двухстрелочный ВМ-15, указатель скорости УС-И, магнитный компас КИ-13к, часы АЧС-1, термометр наружного воздуха ТНВ-15, электрический указатель поворота ЭУП-53М, двухстрелочный индикатор положения РУД ИП-33-01, индукционный тахометр ИТЭ-2Т, электрический моторный индикатор ЭМИ-3РТИС (комплект на двигатель), указатель виброскорости ИВ-200, расходомер топлива РТМСВ-7-25А (комплект), масломер МЭС-2247 (комплект), манометр 2ДИМ-4 (комплект), термометр выходящих газов двигателя УТ-7А (комплект), тахосигнальная аппаратура ВСУ ТСА-6 (комплект), указатель расхода воздуха УРВК-18К, термометр универсальный электрический ТУЭ-48, термометр ТВ-19, указатель высоты и перепада давления УВПД-5-0,8ВБ, манометр МВУ-100, манометр кислородный МК-13М, двухстрелочный измеритель температуры воздуха 2ТУЭ-47к, указатель положения передней опоры шасси УП21-04, двухстрелочный указатель положения основных опор шасси ИП32-03, указатель положения интерцепторов ИП-32-02, указатель положения РВ и триммеров УП-35-15 (комплект), указатель положения стабилизатора УП-33-03 (комплект), указатель положения закрылков УП-32-01 (комплект), и т. д.
Аппаратура регистрации полётных параметров — два магнитных регистратора полётной информации МСРП-12-96 и МСРП-64-2, а также трёхкомпонентный самописец К3-63.
Кухонное оборудование включает 10 электрокипятильников КУ-200/115, 8 электродуховых шкафов ЭДШС-3, электроплитку БЭП-2, холодильник СХШ-100, буфетные стойки, электрощиток проводника. Кухня оборудована электроподъёмником (лифтом) грузоподъёмностью 30 кг, для перемещения грузов из подпольного пространства на кухню и обратно.

### Ил-62М
Установлены более мощные и экономичные двухконтурные турбореактивные двигатели Д-30КУ со створчатым реверсом (конструкции П. А. Соловьёва). Установлены новые гондолы двигателей, имеющие лучшие аэродинамические формы. Основные изменения: система запуска двигателей СПЗ-40 — на каждом двигателе установлен воздушный стартер СТВ-3П. Реверс электрогидравлический со створками ковшового типа. Воздух в СКВ отбирается от 11 ступени компрессора каждого двигателя.
Введён так называемый электронный режим спойлеров, который позволяет управлять их подъёмом дифференциально отклонением штурвала или от САУ, что вместе с отклонением элеронов улучшает управляемость по крену в режиме взлёта/посадки (при выпуске закрылков на угол более 2 градусов). Для перемещения спойлеров в режиме элеронов в крыле установлены гидравлические бустеры БУ-160 (2 шт.). Угол полного отклонения ограничен 15-ю градусами, но при синхронном выпуске спойлеров в режиме торможения (на 30 градусов) сохраняется их управление по крену.
Увеличен угол отклонения (перестановки) стабилизатора до 11 градусов, изменена форма обтекателя.
Щелевые закрылки заменены на двухщелевые.
Несколько изменён интерьер кабины пилотов, установлены новые штурвалы управления самолётом, для улучшения обзора пилотам и обеспечения стандартного расположения приборов. В киле установлен дополнительный бак, что увеличило дальность полёта.
Топливная система самолёта — баки 1—7, добавлен килевой бак. Баки 1—4 основные, вместимостью по 14850 кг каждый. Дополнительные баки № 5 левый и правый по 3260 кг, центральный бак № 6 16850 кг, килевой бак № 7 на 4120 кг топлива. Из дополнительного бака № 7 топливо поступает самотёком в бак № 6, а в остальном порядок расхода топлива не изменился. В законцовке каждой плоскости расположен дренажный бак на 83 кг топлива с насосом откачки. Системы программного управления топливом СПУТ-1-8Е и СПУТ-3-1АТ, расходомер РТ-2-3Т.
Противопожарная система. Автоматическое или ручное пожаротушение мотогондол, отсека ВСУ и 4-го багажного отсека. Пожаротушение внутри двигателей отключено. Введена система подачи нейтрального газа в баки № 6, № 7 и в мотогондолы.
Электроснабжение — четыре генератора переменного тока на двигателях. Четыре выпрямителя постоянного тока ВУ-6А(Б). Два трёхфазных трансформатора ТС315СО4Б, один однофазный ТС110СО4А, два дополнительных трёхфазных ТС375СО4А (для питания кухни). Аварийные источники энергии — 4 никель-кадмиевые батареи 20НКБН-25 и одна (или две) 21НКБН-6 (для аварийного питания постоянным током системы И-11). Резервные преобразователи ПО-750 и ПТ-125Ц. Самолёт может лететь и совершить посадку при полностью обесточенной электросети.
Навигационно-пилотажное оборудование: САУ-1Т-2, инерциальная система И-11 (один или два комплекта), навигационный вычислитель НВ-ПБ, СВС-ПН-15, «Курс-МП-2», ДИСС-013, АРК-15, ТКС-П, три ЦГВ-10П, РСДН А-723-016 «Квиток», РВ-5, дальномер СДК-67 и СД-75, система предупреждения столкновений TCAS-2, РСБН-7С, антенно-фидерное устройство «Пион-НП».
Радиосвязное оборудование: радиостанция «Микрон-3Б(В)» (2 комплекта), радиостанция «Ландыш-20» (2 комплекта), командная УКВ станция «Баклан-20» (2 комплекта), аварийная станция Р-851 (заменена на Р-861 «Актиния»), переговорное устройство СПУ-7В, громкоговорящее устройство СГУ-15 с блоками аппаратуры «Вещание», либо СПГС-1, магнитофон МС-61Б или «Марс-БМ».
Ответчик СОМ-64, опознавание изделие 020 «Кремний-2» или изделие 6202 «Пароль».
Введена механизированная погрузка багажа.
Кухонное оборудование: шесть или восемь электродуховых шкафов ШЭД-200М (ШЭД-200/115), 10 или 13 электрокипятильников Ку-200-2с., электроплитка ПЭС-200/115, самолётный холодильник СХШ-170А, прибор для приготовления детского питания ППД-200/115.

## Особенности Ил-62
Крейсерская скорость Ил-62 несколько меньше, чем у остальных пассажирских лайнеров, и составляет М=0,77—0,79 (против типичной М=0,82—0,83). В XXI веке при полётах на восток Ил-62 летают по самой незагруженной северной трассе (из пяти существующих) через Норильск, чтобы Ил-62 не мешал более скоростным машинам.
Ограничение взлётного режима двигателей по максимальной температуре газов при температуре наружного воздуха +30 °C и более.
С 1 апреля 2002 года введён запрет на полёты Ил-62М в страны Евросоюза, как не соответствующего нормам годности по шуму.

## Модификации
| Название модели             | Краткие характеристики, отличия. |
| --------------------------- | --- |
| Ил-62 с двигателями АЛ-7ПБ  | Первый опытный турбореактивный пассажирский самолёт Ил-62. Первый полёт состоялся 2 января 1963 года под управлением лётчиков-испытателей В. К. Коккинаки и Э. И. Кузнецова. Ведущим инженером на испытаниях был П. В. Казаков. Самолёт потерпел катастрофу 25 февраля 1965 года. В этот день экипаж лётчика-испытателя А. С. Липко должен был выполнить 127-й полёт с максимальной взлётной массой. Самолёт отделился от земли на большом угле атаки и с недостаточной скоростью (как предполагалось впоследствии, из-за помпажа и потери тяги одним из двигателей), задел опору ограждения аэродрома и упал. В катастрофе погибли десять испытателей. |
| Ил-62 с двигателями НК-8-2  | Второй опытный самолёт Ил-62 с двигателями НК-8-2 с взлётной тягой по 9500 кгс. Первый полёт состоялся 24 апреля 1964 года, под управлением лётчика-испытателя Э. И. Кузнецова. От первой машины и последующих самолётов Ил-62 он отличался более редким размещением окон в пассажирских салонах, шаг установки которых был увеличен вдвое, кроме того были установлены новые элероны, улучшающие поперечную управляемость самолёта. Также двигателями НК-8-2 оснащались первые серийные машины. |
| Ил-62 с двигателями НК-8-4  | На 13 серийной машине были установлены двигатели НК-8-4 с взлётной тягой по 10 500 кгс, двигатели размещались в гондолах с уменьшенным на 1,4 м2 миделем. Кроме того, на новых машинах были внедрены следующие новинки: установлена системы электроснабжения с переменным током; изменены законцовки крыльев — вместо концевых веретенообразных обтекателей установили обычные плоские законцовки со скруглёнными передними кромками; новой стала форма характерного выступа на передней кромке крыла; размеры входных дверей и аварийных люков сделали в соответствии с международными нормами; обеспечено соответствие характеристик самого самолёта и его оборудования требованиям ИКАО. Первый полёт: 31 мая 1968 года. Последующие серийные самолёты Ил-62 выпускались с изменениями, реализованными на 13-й серийной машине. |
| Ил-62Гр                     | Значительное увеличение доли грузовых воздушных перевозок в России в первой половине 1990-х годов определило потребность некоторых авиакомпаний, на которые распался «Аэрофлот», в грузовых самолётах Ил-62, переоборудованных из пассажирских машин. В связи с этим в конструкторском бюро была разработана техническая документация на такое переоборудование. В носовой части фюзеляжа грузового самолёта на левом борту устанавливалась большая грузовая дверь размером 3,5×2,0 м. Пол грузовой кабины оборудовался напольной механизацией, включающей в себя шариковые панели, расположенные в зоне грузовой двери, и накладные роликовые дорожки с направляющими и замками, размещённые вдоль кабины. Шариковые панели и роликовые дорожки устанавливались на рельсы крепления пассажирских кресел. Максимальная масса перевозимой коммерческой нагрузки, размещаемой на жёстких поддонах, составляла 22 300 кг. Трудное экономическое состояние авиакомпаний не позволило реализовать этот вариант самолёта. |
| Ил-62Д                      | Первые полёты Ил-62 по дальним маршрутам определили появление требований об увеличении практической дальности полёта самолётов Ил-62. В 1965 году был проработан вариант самолёта под обозначением Ил-62Д, который должен был обеспечивать перевозку 70 пассажиров из Москвы в Гавану через Мурманск. Однако с двигателями НК-8-4 эта задача в то время решалась только за счёт размещения баков с дополнительным топливом общей ёмкостью 30 000 л в задней части пассажирской кабины. Были приняты меры по обеспечению взрывопожаробезопасности баков, но С. В. Ильюшин посчитал недопустимым такое решение проблемы увеличения дальности полёта, и проект Ил-62Д не получил развития. |
| Ил-62М с двигателями Д-30КУ | 13 октября 1967 года было принято постановление правительства о проведении работ по модификации самолёта Ил-62 путём применения двигателей Д-30КУ. Двигатели Д-30КУ установили на 13-м серийном самолёте, в конструкцию которого были внесены изменения, улучшающие его лётно-технические характеристики и условия работы экипажа. Доработанный самолёт получил обозначение Ил-62М. Работы по созданию Ил-62М велись под руководством Г. В. Новожилова. На Ил-62М в киле устанавливался топливный бак-отсек ёмкостью 5000 л. Новый обтекатель стыка киля с горизонтальным оперением расширил диапазон углов отклонения стабилизатора от 0 до −11, интерцепторы на крыле стали работать в элеронном режиме. Самолёт имел модифицированный турбоагрегат ТА-6А с генератором переменного тока; оборудовался контейнерной системой перевозки багажа, которая, однако, в эксплуатации не получила применения. В кабине экипажа установили новую приборную доску, ступенчатый штурвал управления самолётом и новую систему освещения кабины с заменой красного света на белый. Более совершенный пилотажно-навигационный комплекс и система автоматического управления открывали перед Ил-62М возможность выполнять заход на посадку в условиях метеоминимума по II категории ИКАО. Первый полёт: 13 марта 1969 года.         |
| Ил-62М-200 (Ил-62МА)        | Разработку этого варианта самолёта определил рост объёма пассажирских перевозок на магистральных воздушных трассах СССР. Работы велись в соответствии с решением Комиссии Президиума Совета Министров СССР от 8 сентября 1969 года об увеличении пассажировместимости Ил-62М. Для Ил-62М-200 были разработаны варианты компоновки на 198 мест (экономический класс), 186 (туристский класс) и 161 место (имеются салоны первого и туристского класса) . Вместимость самолёта была увеличена за счёт снятия гардероба и перекомпоновки служебных отсеков в хвостовой части фюзеляжа. В оформлении интерьера пассажирских салонов Ил-62М-200 были впервые применены принципы «широкофюзеляжного» интерьера и новые более прогрессивные материалы. Самолёт Ил-62М-200 создавался на базе опытного самолёта Ил-62М в варианте компоновки на 198 мест с новым интерьером. В 1971 году он демонстрировался на 26-м Международном авиационном салоне в Париже. Самолёт долго проходил совместные испытания; и в конечном итоге Министерство гражданской авиации посчитало, что компоновка на 198 мест не может быть принята. Опыт по увеличению пассажировместимости и разработке нового интерьера Ил-62М-200 был использован при создании «широкофюзеляжного» интерьера для серийных самолётов Ил-62М с меньшей вместимостью. |
| Ил-62М-250                  | Постановлением правительства от 13 октября 1967 года конструкторскому бюро было предложено провести исследования по пассажирскому самолёту на 250 мест. В соответствии с этим был разработан проект самолёта Ил-62М-250 для эксплуатации на авиалиниях средней протяжённости. Бо́льшая пассажировместимость этой модификации по сравнению с базовым самолётом Ил-62М достигалась увеличением длины фюзеляжа Ил-62М на 6,8 м. Благодаря большой коммерческой нагрузке (25 000…30 000 кг), должна была возрасти и экономическая эффективность такого самолёта. Однако самолёт Ил-62М-250 с «узким» фюзеляжем обычного типа не позволял решить многие проблемы, связанные с его эксплуатацией, и работы по нему были прекращены. Вместо данного проекта был создан Ил-86. |
| Ил-62МГр                    | Грузовой самолёт на базе серийного пассажирского авиалайнера Ил-62М. Самолёт оснащён большой грузовой дверью габаритом 345x200 cm по левому борту и специальным усиленным полом с роликовыми дорожками. Максимальная взлётная масса грузового самолёта составляет 165 тонн (при конвертации версии МК 167 т), максимальная посадочная масса — 118 тонн. Общий объём грузовой кабины и багажника — около 200 кубических метров. Размер грузовой кабины 2680x320x195 cm. Коммерческая нагрузка составляет 40 тонн. Дальность полёта с максимальной загрузкой — 5.5 тысяч км. Стоимость работ по конвертации — около 43 млн руб (в ценах 2007 года). Для грузового самолёта возможно индивидуальное продление ресурса до 30 лет, 50 тысяч часов и 9,5 тысячи циклов. Известны машины со следующими бортовыми номерами: RA-86126, RA-86576, RA-86945. Самолёт планировался к демонстрации на МАКС-2007, но на время проведения салона все три машины авиакомпании «КАПО-Авиа» оказались слишком загружены работой, поэтому в авиасалоне принять участия не смогли. Ил-62МГр — первый грузовой самолёт, произведённый на КАПО имени С. П. Горбунова. Белорусская авиакомпания Rada Airlines эксплуатирует 2 борта. |
| Ил-62МК                     | Вариант вместимостью до 196 пассажиров для линий средней протяжённости и взлётно-посадочных полос 2300—2600 м с невысоким качеством покрытия. Усиленная конструкция крыла и фюзеляжа, шасси с увеличенной колеёй, сниженным давлением в шинах, более мощными тормозами, дополнительный автоматический воздушный тормоз на крыле. Завершён в 1978 году, не реализован. |

## Эксплуатация
Самолёты семейства Ил-62 серийно выпускались в 1966—2004 годах на авиационном заводе в Казани. 5 самолётов Ил-62М было заложено, но не достроено. Из этого количества 81 самолёт был изготовлен для экспорта в социалистические страны: Ангола, Венгрия, ГДР, КНДР, КНР, Куба, Мозамбик, Польша, Чехословакия.
На протяжении нескольких десятилетий Ил-62 выполнял функцию «самолёта № 1», перевозившего первых лиц государства: от Брежнева до Ельцина. Он перестал быть «самолётом Президента» лишь в 1995 году, когда ему на смену пришёл Ил-96.
Ил-62 принимался в очень ограниченном количестве аэропортов. В советское время это были московские аэропорты Домодедово, Шереметьево (только международные рейсы), Внуково (коммерческих рейсов на Ил-62 из Внуково не было, аэропорт для этого самолёта использовался только в качестве запасного, также Ил-62 базировались в правительственном авиаотряде), ленинградский аэропорт Пулково, киевский Борисполь, аэропорты Симферополя и Минеральных Вод. В азиатской части страны это были аэропорты Алма-Аты, Ташкента, Актюбинска, Семипалатинска, Кустаная, Фрунзе, Новосибирска, Красноярска, дальневосточные аэропорты Хабаровска, Владивостока, Южно-Сахалинска, Магадана, Петропавловска-Камчатского, Якутска. Позже, в 90-е к ним добавились аэропорты Кольцово в Екатеринбурге и Курумоч в Самаре.
К началу 1990-х годов четырёхдвигательный узкофюзеляжный дальнемагистральный лайнер морально устарел, расход керосина на перевозку одного пассажира оказывался слишком большим, и эксплуатация Ил-62 стала малорентабельной. Массовое списание и вывод из эксплуатации Ил-62 начались во второй половине 1990-х годов, в 2005 году от Ил-62 отказался «Аэрофлот», когда-то его крупнейший оператор. В конце 2008 года в связи с кризисным состоянием ряда авиакомпаний прекратилось использование самолётов этого типа для регулярных пассажирских авиаперевозок в России. Последним коммерческим эксплуатантом Ил-62 в России была авиакомпания Интеравиа, прекратившая полёты в начале 2009 года.
На КАПО (Казань) на 2 мая 2014 года находится два самолёта Ил-62М: один из специального лётного отряда «Россия», другой — недостроенный. Оба находятся на лётном поле.
По состоянию на начало 2014 года в эксплуатации оставалось двадцать Ил-62: восемь в России, четыре в КНДР, три в Белоруссии компанией Rada Airlines, и по одному в Судане, Гамбии и Ливии. Практически все самолёты использовались для выполнения правительственных, грузовых и чартерных рейсов. Остальной выпуск Ил-62, по данным того же источника, распределяется так:
- разбилось — 18 (всего аварий, повлёкших списание, — 23, смотри ниже);
- разрезано на металлолом — 183;
- на хранении — 69, из них 13 машин в качестве музейных экспонатов, кафе, ресторанов, памятников.

В июле 1983 года после почти пятнадцати лет эксплуатации в Центральный музей ВВС в Монине своим ходом на вечную стоянку прибыл пассажирский лайнер Ил-62, бортовой номер СССР-86670. Экипаж под руководством лётчика-испытателя ОКБ Ильюшина Станислава Близнюка успешно посадил самолёт на неподготовленный болотистый грунт.
По состоянию на 2020 год три авиакомпании продолжают эксплуатировать этот самолёт: северокорейская Air Koryo, белорусская грузовая Rada Airlines и Иранская пассажирская Aria Air.

## Авиационные происшествия
По данным сайта Aviation Safety Network по состоянию на 15 марта 2019 года в общей сложности в результате катастроф и серьёзных аварий было потеряно 23 самолёта Ил-62.
Самолёты этого типа три раза подвергались угону (без жертв).
Всего в чрезвычайных происшествиях погибло 1086 человек.
| Дата               | Бортовой номер | Место катастрофы               | Жертвы     | Краткое описание |
| ------------------ | -------------- | ------------------------------ | ---------- | --- |
| 25.02.1965         | СССР-06156     | Раменское                      | 10/17      | Испытательный полёт, разбился при взлёте. |
| 16.06.1972         | SU-ARN         | Каир                           | 0/59       | Выкатился за пределы ВПП. |
| 14.08.1972         | DM-SEA         | Кёнигс-Вустерхаузен            | 156/156    | Проблемы с управлением рулями высоты и пожар на борту. |
| 13.10.1972         | СССР-86671     | Дмитровский район, Подмосковье | 174/174    | Разбился при заходе на посадку по неустановленным причинам |
| 23.03.1973         | B-2002         | н. д.                          | н. д.      | Подробности неизвестны. |
| 20.08.1975         | OK-DBF         | Дамаск                         | 126/128    | При заходе на посадку врезался в дюну. |
| 27.05.1977         | СССР-86614     | Гавана                         | 1+67/69    | При заходе на посадку задел ЛЭП. |
| 24.08 — 27.08.1979 | CCCP-86478     | Аэропорт им. Джона Кеннеди     | 0/123      | На борту находилась советская артистка Людмила Власова, муж которой Александр Годунов накануне попросил политического убежища в США, при этом убедив власти, что его жену хотят вывезти в СССР насильно. |
| 14.03.1980         | SP-LAA         | Варшава                        | 87/87      | При заходе на посадку разрушился второй двигатель. |
| 06.12.1981         | СССР-86508     | Шереметьево                    | 0/0        | Самолёт получил значительные повреждения в результате пожара, возникшего на месте стоянки из-за короткого замыкания в бортовой электросети, и был списан. |
| 06.07.1982         | СССР-86513     | Солнечногорский район          | 90/90      | Сигнал пожара двух двигателей сразу после взлёта. Экипаж, действуя в соответствии с РЛЭ, остановил их. При выполнении аварийной посадки произошла потеря скорости и высоты, в результате самолёт упал. Ложное срабатывание датчика, двигатели не горели. |
| 29.09.1982         | СССР-86470     | Люксембург                     | 7/77       | При посадке не сработал реверс первого двигателя, самолёт выкатился за пределы ВПП и загорелся. |
| 01.07.1983         | P-889          | Лабе                           | 23/23      | Разбился в труднодоступном горном массиве Фута-Джаллон на этапе снижения. Хотя причина крушения и не была обнародована, есть предположение, что причиной стала ошибка пилота, вызванная усталостью. |
| 09.05.1987         | SP-LBG         | Варшава                        | 183/183    | При наборе высоты разрушился второй двигатель. |
| 17.06.1989         | DDR-SEW        | Берлин                         | 1+21/113   | При взлёте заклинило рули высоты и направления, выкатился за пределы ВПП. |
| 03.09.1989         | CU-T1281       | Гавана                         | 24+126/126 | Взлетал в сложных метеоусловиях, врезался в жилые дома. |
| 01.07.1990         | СССР-86456     | Якутск                         | 0/109      | На пробеге два двигателя переведены на взлётный режим вместо реверса. |
| 21.11.1990         | СССР-86613     | Маган                          | 0/189      | Выкатился за пределы ВПП, не использовав реверс. |
| 16.08.1991         | СССР-86464     | Домодедово                     | 0/195      | На взлёте разрушился и загорелся 4-й двигатель. Автоматика показала пожар двигателей № 3 и № 4. Благодаря сообщению диспетчера было принято решение глушить и гасить только двигатель № 4. В случае выключения двух двигателей был риск, что оставшихся двух не хватит для полёта тяжёлого самолёта. Посадка была выполнена в кратчайшие сроки без стандартной «коробочки» над аэродромом и с превышением посадочного веса (из-за расположения двигателей был риск полной потери гидросистем или пожара всех двигателей). Полёт вместо 8 часов занял 8 минут. |
| 07.11.1992         | RA-86703       | Домодедово                     | 0/0        | Во время технического обслуживания, при замене клапана загорелся топливный бак в правом крыле. Пожар не удалось потушить, и самолет сгорел. |
| 10.02.1995         | RA-86693       | Хабаровск                      | 0/0        | Получил серьезные повреждения во время технического обслуживания. Самолет считался поврежденным, не подлежащим ремонту. |
| 24.04.1998         | YR-IRD         | Стамбул                        | 0/73       | Двигатель взорвался в начале взлёта. |
| 11.11.1998         | RA-86564       | Анкоридж                       | 0/12       | Хвост самолёта срезан Boeing 747-400, который не вписался в поворот. |
| 23.10.2002         | RA-86452       | Бишкек                         | 0/11       | Технический рейс. Грубые ошибки экипажа при посадке. |
| 29.03.2006         | 5A-DKR         | Домодедово                     | 0/6        | На пробеге два двигателя переведены на взлётный режим вместо реверса. |
| 20.04.2008         | CU-T1283       | Санто-Доминго                  | 0/117      | Разрушение двигателя вскоре после взлёта. Машина списана. |
| 24.07.2009         | UP-I6208       | Мешхед                         | 16/153     | При посадке вылетел за пределы ВПП и врезался в ограждение. |
| 15.08.2018         | EW-450TR       | Хартум                         | 0/2        | Выкатился за пределы полосы без повреждений. |
| 16.04.2023         | ST-PRA         | Хартум                         | 0/0        | Уничтожен в аэропорту во время вооружённого конфликта в стране, между вооружёнными силами страны и военизированными формированиями RSF. В ходе боёв самолёт получил серьёзные повреждения и не подлежит восстановлению. |